# Andrena romankovae
Andrena romankovae är en biart som beskrevs av Osytshnjuk 1995. Andrena romankovae ingår i släktet sandbin, och familjen grävbin. Inga underarter finns listade i Catalogue of Life.